# Valérie Donzelli
Pour les articles homonymes, voir Donzelli.
Valérie Donzelli est une actrice, scénariste et réalisatrice française née le 2 mars 1973 à Épinal.
Elle débute en 2001 comme actrice avec Martha… Martha de Sandrine Veysset, avant de devenir réalisatrice. Son premier long métrage, La Reine des pommes, sort en 2009. Son second long métrage, La guerre est déclarée (2011), rencontre un succès avec 850 000 entrées en France, le Valois d'or du Festival du film francophone d'Angoulême et le grand prix du Festival du film de Cabourg et représente la France aux Oscars.
Elle réalise ensuite Main dans la main (2012), Que d'Amour ! pour Arte avec la troupe de la comédie française (2013). En 2015, elle réalise Marguerite et Julien à partir du scénario écrit par Jean Gruault pour François Truffaut. Le film fait très peu d'entrées (25 000 entrées en France). Après cet échec commercial elle réalise Notre dame en 2019 une comédie sur l'échec.
En 2021, elle réalise  sa première série Nona et ses filles. co-écrite avec Madeleine Clémence Perdrillat. Cette série diffusée par Arte raconte l'histoire de Nona (interprétée par l'actrice Miou-Miou) une militante féministe, par ailleurs mère de triplées et responsable de Planning familial, qui tombe enceinte à 70 ans. Elle y joue d'ailleurs le rôle de George Perrier, la fille d'Élisabeth Perrier dite Nona. La série remportera le prix de la critique de la meilleure série.
En 2024, elle remporte le César de la meilleure adaptation conjointement avec Audrey Diwan pour son adaptation du drame L'Amour et les Forêts d'après Éric Reinhardt. Elle réalise en 2023 son premier documentaire Rue du conservatoire, sur le parcours d'une jeune élève qui décide de monter Hamlet.

## Biographie
Avant d'entrer dans le milieu du cinéma, elle suit des études d'architecture puis les abandonne pour devenir comédienne. Elle devient alors élève du conservatoire Hector-Berlioz du 10e arr. de Paris, tout en travaillant comme vendeuse chez Ladurée, puis agent d'accueil au vidéothèque devenu le Forum des images. C'est à ce moment qu'elle rencontre Jérémie Elkaïm qui devient son compagnon et l'encourage écrire des films.
Elle décroche le rôle-titre de Martha... Martha de Sandrine Veysset, qui fera l'ouverture de la Quinzaine des réalisateurs en 2001. Elle fera son premier cannes enceinte de son première enfant. Puis elle enchaîne les seconds rôles pour le cinéma (Qui a tué Bambi ?, Le Plus Beau Jour de ma vie, Entre ses mains), avant de se faire connaître du grand public grâce à la télévision. Elle a joué notamment le rôle de Jeanne, la meilleure amie de Clara Sheller.

### Passage à la réalisation
Son premier court métrage, Il fait beau dans la plus belle ville du monde, réalisé en 2007, est présenté à Quinzaine des réalisateurs en 2008.
En 2009, elle réalise son premier long métrage, La Reine des pommes, dans lequel elle tient aussi le rôle principal. Son film est d'abord présenté au festival des jeunes réalisateurs de Saint-Jean-de-Luz, où il remporte le prix du jury Jeunes, puis l'année suivante au festival Premiers Plans d'Angers dans la catégorie « longs métrages français » où il obtient le prix du public. Le film fait 30 000 entrées en salles.

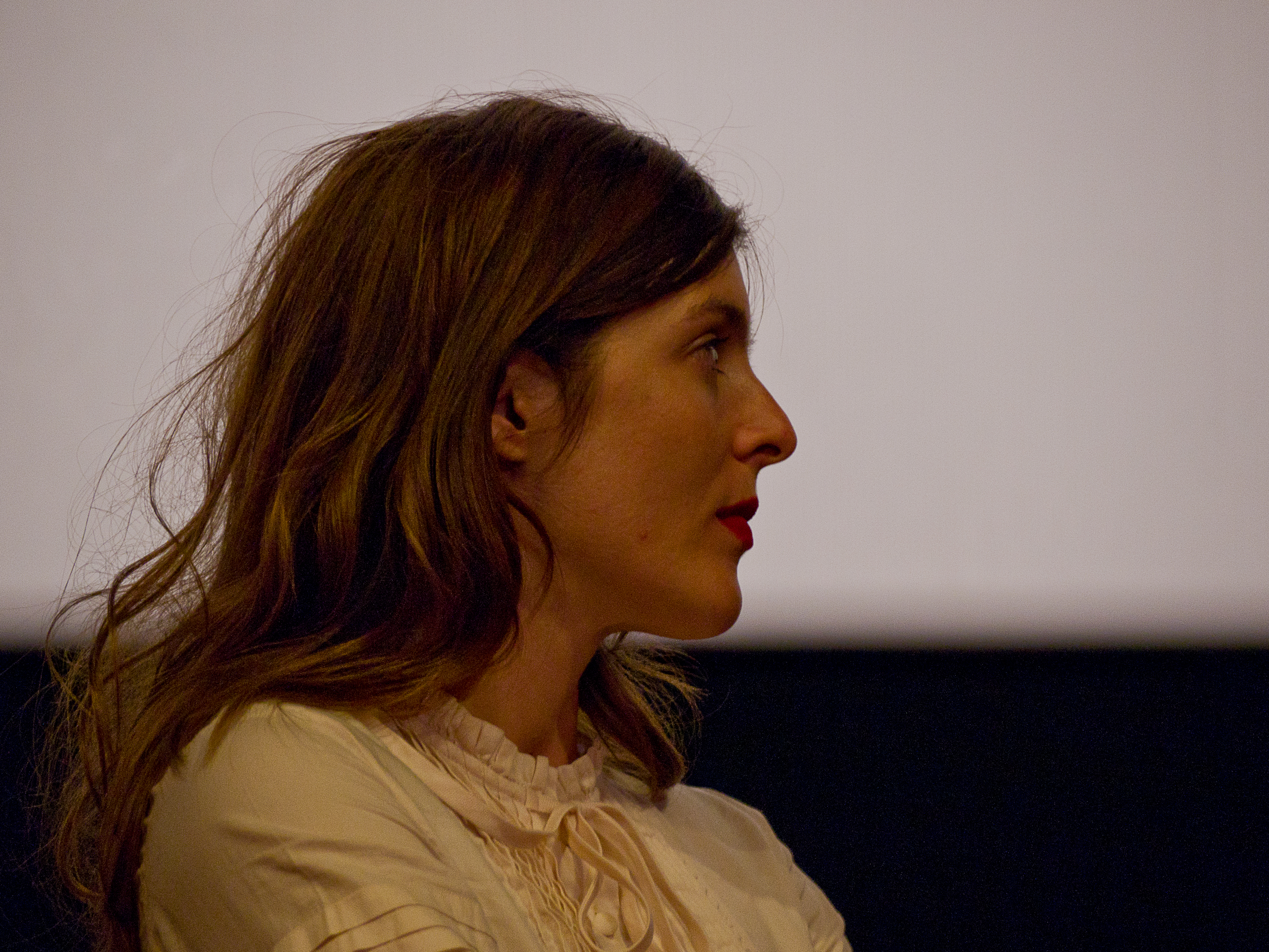
Valérie Donzelli en 2011 à la première du film La guerre est déclarée.

En mai 2011, son deuxième long métrage, La guerre est déclarée, est présenté au festival de Cannes en ouverture de la Semaine de la critique dont c'est le cinquantième anniversaire. Le film, coécrit avec Jérémie Elkaïm, est directement inspiré de leur vie privée. Il raconte la façon dont leur jeune couple « qui n'était pas préparé à la guerre » a vécu la maladie de leur enfant de 18 mois. Le film est accueilli triomphalement par la presse et le public cannois. Il obtient le grand prix du festival du film de Cabourg ainsi que le prix du jury, le prix du public, et le prix des Blogueurs au festival Paris Cinéma. Avec 830 000 entrées, le film remporte un grand succès auprès du public et représentera le France aux Oscars. 
Son troisième long métrage, Main dans la main raconte la rencontre entre Hélène Marchal (Valérie Lemercier), directrice de l'école de danse de l'Opéra Garnier, et Joachim Fox, un danseur amateur interprété par Jérémie Elkaïm. Le tournage commence en octobre 2011 et se déroule entre Commercy (Lorraine), Paris et New York. Le film a la particularité de comprendre de nombreuses séquences dansées,,.

### Diversification

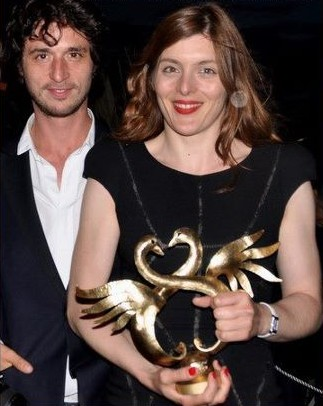
Valérie Donzelli et Jérémie Elkaïm au festival du film de Cabourg en 2011.

Valérie Donzelli participe en 2010 à l'album de Benjamin Biolay, La Superbe, dont elle est la voix féminine de la chanson 15 août.
En mai 2012, elle fonde avec Jérémie Elkaïm la société de production de cinéma Les Films de Françoise. Jérémie Elkaïm en quitte la gérance en octobre 2016. En revanche, Valérie Donzelli reste présidente de la société et  s'entoure de Mina Driouche pour la conduite des productions. Ils ont ainsi produit à ce jour deux longs métrages Crache cœur de Julia Kowalski sorti en 2016 et Dans la forêt de Gilles Marchand, sorti en 2017.
En 2013, elle fait partie du jury du festival du film de Locarno. Elle y présente aussi hors-compétition Que d'amour !, une adaptation pour Arte et la Comédie-Française du Jeu de l'amour et du hasard de Marivaux avec les comédiens de la Comédie-Française (Léonie Simaga, Noam Morgenstein) et la musique de Philippe Jakko. En 2016, elle prête sa voix à Élise, l'héroïne des 28 épisodes de la série d'animation Salaire net et monde de brutes, diffusée sur Arte, aux côtés de Jérémie Elkaïm, à nouveau, et de Marianne James.
Pour son quatrième long métrage, elle entreprend de réaliser Marguerite et Julien à partir du scénario écrit par Jean Gruault pour François Truffaut. Truffaut puis Jean-Claude Brialy avaient renoncé à tourner le film. Anaïs Demoustier et Jérémie Elkaïm jouent les deux personnages principaux. Le film est sélectionné au festival de Cannes 2015 mais est très mal reçu. Il sort sur les écrans en décembre 2015. 

### Vie privée
Valérie Donzelli est la petite-fille du peintre et sculpteur meusien Dante Donzelli (lb) et l'arrière petite-fille du sculpteur Duilio Donzelli.
Elle a été pendant quinze ans la compagne de l'acteur et réalisateur français Jérémie Elkaïm,,, avec qui elle a eu deux enfants, Gabriel, né en 2002, dont elle raconte comment il a survécu à un cancer du cerveau dans le film La guerre est déclarée, et Rebecca, née en 2007. Son film La Reine des pommes (2009) a marqué la rupture de sa relation amoureuse avec Jérémie Elkaïm, et son film Marguerite et Julien (2015) a marqué la rupture de leur relation professionnelle.
Elle a un troisième enfant, Gustave, né en 2016, mais sans avoir dévoilé l'identité du père,

### Engagements
Valérie Donzelli est membre du collectif 50/50 qui a pour but de promouvoir l'égalité des femmes et des hommes et la diversité dans le cinéma et l’audiovisuel,.
Valérie Donzelli est intervenue le  26 janvier 2017 lors d'un meeting de Benoît Hamon à Montreuil pour lui apporter son soutien dans la campagne de la primaire de la gauche. Le  5 février 2017, elle est présente lors de son investiture comme candidat du Parti socialiste à l'élection présidentielle de 2017. Elle réalise le clip de campagne de Benoît Hamon pour l'élection présidentielle.
Le 3 avril 2022, elle intervient en ouverture du meeting d'Anne Hidalgo au Cirque d'Hiver dans le cadre de l'élection présidentielle. Elle réalise également son clip de campagne.

## Filmographie

### Actrice

#### Longs métrages
- 2001 : Martha... Martha de Sandrine Veysset : Martha
- 2001 : Les Âmes câlines de Thomas Bardinet : Émilie
- 2003 : Cette femme-là de Guillaume Nicloux : Claire Atken
- 2003 : Qui a tué Bambi ? de Gilles Marchand : Nathalie
- 2003 : Mystification ou l'histoire des portraits de Sandrine Rinaldi : Émilie
- 2005 : Le Plus Beau Jour de ma vie de Julie Lipinski : Éléonore
- 2005 : Entre ses mains d'Anne Fontaine : Valérie
- 2005 : Voici venu le temps d'Alain Guiraudie : Soniéra Noubi-Datch
- 2006 : L'Intouchable de Benoît Jacquot : L'actrice de théâtre
- 2006 : L'Homme qui rêvait d'un enfant de Delphine Gleize : Suzanne
- 2007 : Cap Nord de Sandrine Rinaldi : Une invitée de la fête
- 2007 : 7 ans de Jean-Pascal Hattu : Maïté
- 2009 : La Reine des pommes de Valérie Donzelli : Adèle
- 2011 : La guerre est déclarée de Valérie Donzelli : Juliette
- 2011 : Belleville Tokyo d'Élise Girard : Marie Tourelle
- 2011 : En ville de Valérie Mréjen et Bertrand Schefer : Monika
- 2011 : Pourquoi tu pleures ? de Katia Lewkowicz : Anna
- 2011 : L'Art de séduire de Guy Mazarguil : Estelle
- 2012 : Main dans la main de Valérie Donzelli : Véro
- 2013 : Le Grand Méchant Loup de Nicolas & Bruno : Nathalie
- 2013 : Les Grandes Ondes (à l'ouest) de Lionel Baier : Julie
- 2013 : Opium d'Arielle Dombasle : Valentine Hugo
- 2014 : Saint Laurent de Bertrand Bonello : Renée
- 2015 : Orage de Fabrice Camoin : Louise
- 2015 : Les Chevaliers blancs de Joachim Lafosse : Françoise
- 2019 : Mais vous êtes fous de Audrey Diwan : L'avocate
- 2019 : Notre dame de Valérie Donzelli : Maud Crayon
- 2021 : Madeleine Collins d'Antoine Barraud : Madeleine
- 2021 : On est fait pour s'entendre de Pascal Elbé : Léna
- 2022 : Azuro de Matthieu Rozé : Sara
- 2023 : Making of de Cédric Kahn : Alice
- 2024 : Ma vie, ma gueule de Sophie Fillières : la sœur de Barbie
- 2025 : Les Musiciens de Grégory Magne : Astrid
- 2025 : Rapaces de Peter Dourountzis : Solveig

#### Courts métrages
- 1998 : Herbert C. Berliner de Marc Gibaja
- 1999 : Le Spectateur de Marc Gibaja : Cynthia
- 2000 : Demoiselle de Valérie Donzelli : Adèle
- 2001 : Confessions dans un bain de Marc Gibaja : Sophie
- 2001 : Le Chien, le Chat et le Cibachrome de Didier Blasco
- 2003 : Ni vue, ni connue de Dorothée Sebbagh : Alice
- 2003 : Le Lion volatil d'Agnès Varda : La cliente en pleurs
- 2004 : Frédérique amoureuse de Pierre Lacan : Frédérique
- 2004 : Le Nécrophile de Philippe Barassat : La prostituée
- 2005 : On est mort un million de fois de Dorothée Sebbagh : Valentine
- 2006 : Odile... de Bénédicte Delgéhier : Odile
- 2007 : Abattoir de Didier Blasco : Judith
- 2007 : Il fait beau dans la plus belle ville du monde de Valérie Donzelli : Adèle
- 2008 : C'est pour quand ? de Katia Lewkowicz : La jeune fille
- 2009 : Juliette de Sylvie Ballyot : Juliette
- 2010 : Madeleine et le Facteur de Valérie Donzelli : Madeleine
- 2010 : Manu de Jérémie Elkaïm : Julie
- 2012 : Révolution de Nadia Jandeau

#### Télévision
- 1999 : Dossier : disparus épisode Amanda de Frédéric Demont et Philippe Lefebvre : Amanda/Muriel
- 1999 : Les Terres froides de Sébastien Lifshitz : Isabelle
- 1999 :  Eva Mag de Christian François : épisode 19 Jamais sans mon fils
- 2002 : Sous mes yeux de Virginie Wagon : Alison
- 2003 : Motus de Laurence Ferreira Barbosa : La stagiaire d'Antoine
- 2005 : Le Cocon, débuts à l'hôpital de Pascale Dallet : Nathalie
- 2005 : Clara Sheller de Renaud Bertrand : Jeanne
- 2006 : Mentir un peu d'Agnès Obadia : Blandine
- 2006 : Passés troubles de Serge Meynard : Sophie Valatier
- 2007 : Les Camarades de François Luciani (minisérie) : Julie
- 2008 : Sa raison d'être de Renaud Bertrand : Nathalie
- 2008 : Mafiosa, le clan (série télévisée, saison 2) d'Éric Rochant : L'avocate
- 2009 : La Belle Vie de Virginie Wagon : Béa
- 2016 : Salaire net et monde de brutes (série d'animation, 28 épisodes)[13] : voix d’Élise
- 2018 : Nox (série télévisée) de Mabrouk el Mechri
- 2020 : Dix pour cent, saison 4, épisode  3 José d'Antoine Garceau et Sandrine de Marc Fitoussi (série télévisée) : elle-même
- 2021 : Nona et ses filles d'elle-même (série télévisée) : George
- 2022 : Capitaine Marleau, épisode Le Prix à payer de Josée Dayan : Christine De Manneval

#### Clip musical
- 2010 : Dans ta bouche de Benjamin Biolay, réalisé par Laetitia Masson

### Réalisatrice

#### Courts métrages
- 2000 : Demoiselle
- 2007 : Il fait beau dans la plus belle ville du monde
- 2010 : Madeleine et le facteur
- 2018 : Le Cinéma de maman (documentaire pour l'émission Square artiste d'Arte)

#### Longs métrages
- 2009 : La Reine des pommes
- 2010 : La guerre est déclarée
- 2012 : Main dans la main
- 2015 : Marguerite et Julien[29]
- 2019 : Notre dame
- 2023 : L'Amour et les Forêts
- 2024 : Rue du Conservatoire (documentaire)
- 2026 : À pied d’œuvre

#### Télévision
- 2013 : Que d'amour ! (téléfilm), d'après Le Jeu de l'amour et du hasard de Marivaux[30],[12]
- 2021 : Nona et ses filles (série télévisée)

### Scénariste
- 2000 : Demoiselle
- 2007 : Il fait beau dans la plus belle ville du monde
- 2010 : La Reine des pommes
- 2010 : Madeleine et le facteur
- 2011 : La guerre est déclarée
- 2012 : La Vie parisienne de Vincent Dietschy (idée originale)
- 2012 : Main dans la main

### Productrice
- 2016 : Crache cœur de Julia Kowalski
- 2017 : Dans la forêt de Gilles Marchand

## Distinctions

### Récompenses
- Prix Michel-Simon 2002 : Prix Michel-Simon pour Martha... Martha
- Festival Premiers plans d'Angers 2010 : Prix du public pour La Reine des pommes
- Festival du film francophone d'Angoulême 2011 : Valois d'or pour La guerre est déclarée
- Festival du film de Cabourg 2012 : Grand Prix pour La guerre est déclarée
- Festival Paris Cinéma 2012 : Prix du Jury, Prix du Public et Prix des Blogueurs pour La guerre est déclarée
- Étoiles d'or du cinéma français 2012 : Meilleur scénario pour La guerre est déclarée[31]
- Prix du Syndicat français de la critique de cinéma et des films de télévision 2022 : Meilleure série télévisée pour Nona et ses filles
- César 2024 : Meilleure adaptation pour L'Amour et les forêts

### Nominations
- César 2012 :
  - César du meilleur réalisateur pour La guerre est déclarée
  - César de la meilleure actrice
  - César du meilleur scénario original